# Tanella
Tanella is een geslacht van kreeftachtigen uit de klasse van de Ostracoda (mosselkreeftjes).

## Soorten
- Tanella africana Hartmann, 1974
- Tanella caperata Guan, 1978 †
- Tanella chankuoi Hu & Tao, 2008
- Tanella chijeni Hartmann, 1974
- Tanella dedeckeri Swanson, 1980
- Tanella estuarii Annapurna & Rama Sarma, 1987
- Tanella gracilis Kingma, 1948 †
- Tanella gravecostata Hartmann, 1980
- Tanella indica Annapurna & Rama Sarma, 1979
- Tanella kenensis (Pavlovskaya, 1980) Nikolaeva & Pavlovskaya, 1989 †
- Tanella kingmai Annapurna & Rama Sarma, 1987
- Tanella machoui Hu & Tao, 2008
- Tanella novaezealandica Hartmann, 1982
- Tanella opima Chen in Hou, Chen, Yang, Ho, Zhou & Tian, 1982
- Tanella pacifica Hanai, 1957
- Tanella supralittoralis Schornikov, 1974
- Tanella vasishta Annapurna & Rama Sarma, 1979
- Tanella vermicularia (Hu, 1977) Hu, 1986 †
- Tanella zebra Hu & Tao, 2008